# Кутейников, Николай Николаевич
Никола́й Никола́евич Куте́йников (1872—1921) — русский кораблестроитель.
Полковник Корпуса корабельных инженеров, впервые в отечественном судостроении применил секционный метод постройки подводных лодок.
Сын Н. Е. Кутейникова. Внучатый племянник Н. Н. Кутейникова — Анатолий Валерьевич Кутейников — Герой Социалистического Труда, руководитель СПМБМ «Малахит», генеральный конструктор многоцелевых атомных подводных лодок.

## Биография
После окончания в 1892 году кораблестроительного отделения Технического училища Морского ведомства (Кронштадт) служил младшим помощником судостроителя на Балтийском заводе, где в это время строился спроектированный его отцом крейсер «Рюрик». После этого с отличием закончил корабельное и механическое отделения Морской академии.
27 мая 1897 года представил на рассмотрение МТК эскизный проект эскадренного броненосца. Проект представлял собой усовершенствованный тип «Пересвет» с нормальным запасом угля около 1000 т, неполным броневым поясом четырьмя 305-мм и восемнадцатью 152-мм пушками (с казематным расположением орудий среднего калибра) при водоизмещении 13 000 т. Проект был отвергнут в пользу проекта французского кораблестроителя А. Лаганя («Ретвизан» и «Цесаревич»)
По возвращении на Балтийский завод руководил строительством диверсионной подводной лодки «Матрос Пётр Кошка» по проекту Е. В. Колбасьева, впервые применив разработанный им секционный метод постройки. В 1901 году опубликовал в «Вестнике общества морских инженеров» статью «Разбор элементов подводных судов», участвовал в проектировании первой русской боевой подводной лодки «Дельфин».

...Идеалом подобного судна, конечно, является подводная лодка, не имеющая ни одной выступающей надводной части, или хотя имеющая надводную часть, но весьма ограниченную и невысокую, так что практически попадание в неё артиллерийского снаряда если и возможно, то лишь случайно. Между тем вред от такой лодки, вооруженной метательными или самодвижущимися минами, может быть нанесен противнику весьма существенный, тем более что подводное судно может атаковать неприятеля в наиболее слабо защищенном пункте - снизу.

Принимал участие в строительстве броненосцев и создании первых специализированных минных заградителей.
Во время русско-японской войны был командирован в Порт-Артур, где внёс большой вклад в ремонт повреждённых русских кораблей (одним из первых применил ремонт кораблей в море с помощью деревянных кессонов). По итогам войны написал работу «Из опыта корабельного инженера под Порт-Артуром», в которой анализировал причины гибели русских кораблей и доказал, что главной причиной их гибели было неумелое использование флота.
По возвращении на Балтику возглавил работу по строительству и переоборудованию кораблей. В 1909 году назначен главным строителем линкора «Севастополь». На следующий год разработал проект дизельного крейсера водоизмещением 19 000 т, отчасти предвосхитившего немецкие «карманные линкоры».
С 1911 года Николай Кутейников вошёл в состав четвёртого отдела редакционной коллегии Военной энциклопедии Сытина, занимался статьями о военно-морском деле.
С началом Первой мировой войны возглавил Путиловскую верфь. Был старшим наблюдающим за постройкой боевых кораблей на петроградских верфях.
В 1918 году направлен в Нижний Новгород, на Сормовский завод, где занимался перестройкой речных пароходов и барж в военные суда. Вместе с П. Е. Беляевым разработал проект канонерской лодки «Шторм» — первого речного корабля с башенной артиллерийской установкой.
На 49-м году жизни заболел сыпным тифом и в начале 1921 года скончался. Похоронен на Сормовском кладбище.

## Сочинения
- Н. Н. Кутейников. Из боевого опыта корабельного инженера под Порт-Артуром. — СПб., 1905.